# Sexto Empírico

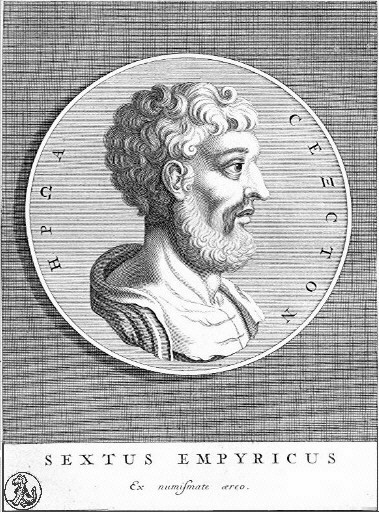
Sexto Empírico.

Sexto Empírico (en latín, Sextus Empiricus; ca. 160 - ca. 210), médico y filósofo griego, es uno de los más importantes representantes del escepticismo pirroniano y fuente de la mayoría de datos referentes a esta corriente filosófica.

## Biografía
No se sabe de dónde era originario, aunque vivió en Atenas, Alejandría y Roma. Recibió el sobrenombre de «Empírico» por sus concepciones filosóficas pero, especialmente, por su práctica médica. Sus escritos, muy influidos por los de Pirrón y Enesidemo, están dirigidos en contra de la defensa dogmática de la pretensión de conocer la verdad absoluta, tanto en la moral como en las ciencias.
En sus Esbozos pirrónicos (gr.: Πυῤῥώνειοι ὑποτύπωσεις Pyrrhōneioi hypotypōseis) define el escepticismo de la manera siguiente: «El escepticismo es la facultad de oponer de todas las maneras posibles las representaciones sensibles o fenómenos y las concepciones inteligibles o noúmenos; y de ahí llegamos, por el equilibrio de las cosas y de las razones opuestas (isotenía), primero a la suspensión del juicio (epoché) y, después, a la imperturbabilidad (ataraxía)».
Defiende una posición relativista y fenomenista desde una posición escéptica antimetafísica y empirista. Según él, hay cosas, pero lo único que podemos saber y decir de ellas es de qué manera nos afectan, no lo que son en sí mismas. No obstante, su epoché no es tan radical como la de Pirrón. Defiende también una ética del sentido común y, aunque como pirroniano acepta la indiferencia (adiaphora) respecto de todas las soluciones morales, reivindica también la importancia de lo empírico, razón por la cual defiende que la vida práctica debe regirse por cuatro guías: la experiencia de la vida, las indicaciones que la naturaleza nos da a través de los sentidos, las necesidades del cuerpo y las reglas de las artes. Hace una crítica del silogismo, al que considera un círculo vicioso, y pone en entredicho la noción de signo, especialmente tal como lo entendían los estoicos. Critica la teología estoica señalando las contradicciones de la noción estoica de divinidad. Para los estoicos todo cuanto existe es corpóreo, por tanto, señala Sexto, también lo ha de ser la divinidad. Pero un cuerpo puede ser simple o compuesto. Si es compuesto puede descomponerse y, por tanto, es mortal. Si es simple, es uno de los elementos: tierra, aire, agua o fuego y, entonces, es inerte e inanimado. De ahí se sigue que la divinidad, o bien es mortal, o bien es inanimada, lo cual es, en ambos casos, absurdo. Además de este argumento, Sexto Empírico atacaba la noción de divinidad apelando a otros razonamientos. En todos ellos reforzaba la idea escéptica de la necesidad de la epoché o suspensión del juicio. Además, atacó también la noción de causa.
En general, la relevancia de su obra se debe a que es una de las fuentes del conocimiento del pensamiento antiguo. Concretamente, su Adversus mathematicos aporta datos importantes para el conocimiento de la historia de la astronomía, la gramática y la ciencia antigua, así como de la teología estoica.
Sus obras principales conservadas son, pues, la ya citada Hypotiposis pirrónicas y Contra los matemáticos o Contra los profesores (Adversus mathematicos, hoc est, adversus eos qui profitentur disciplinas), tradicionalmente dividida en dos partes, con título latino: Adversus mathematicos —también—, libros I–VI, y Adversus dogmaticos, libros VII–XI (si bien esta división no es segura, ni puede establecerse si en realidad pertenecían a la misma obra o se conservan siquiera completas).

## Influencia posterior
Una influyente traducción latina de los Esbozos fue publicada por Henricus Stephanus en Ginebra en 1562, seguida por una traducción completa de la obra por Gentian Hervet en 1569. Petrus y Jacobus Chouet publicaron el texto griego por primera vez en 1621. Stephanus no lo incluyó junto con su traducción al latín ni en la edición de 1562 ni en la de 1569, ni se publicó en la reedición de esta última en 1619. Los Esbozos fueron muy leídos en Europa durante los siglos XVI, XVII y XVIII, y tuvieron un profundo impacto en autores como Montaigne, Hume y Hegel.